# Art
| Biologisk klassifikation                                                             |
| ------------------------------------------------------------------------------------ |
| Domæne Rige Række / Division Klasse Orden Familie Tribus Slægt Art Underart Varietet |

Arten (species, forkortet sp., flertal: spp.) er den grundlæggende systematiske enhed inden for biologien. Arten defineres ofte som en naturlig gruppe af populationer, hvor udveksling af gener finder sted (eller kan finde sted) og som i forhold til forplantning er isoleret fra andre grupper. Det vil sige at kun individer inden for samme art kan parre sig og få forplantningsdygtigt afkom. Dette kaldes det biologiske artsbegreb. For organismer, der formerer sig ukønnet eller ved selvbestøvning, må arter afgrænses ud fra ligheder og forskelle mellem forskellige individer. Nogle dyrearter kan i fangenskab hybridisere og få fertilt afkom, men da dette ikke vil ske i naturen, selv om de mødes her, betragtes de som forskellige arter.

## Eksempel
To heste kan parre sig og få et føl, der igen kan få føl med andre heste – hestene tilhører derfor samme art. En hest og et æsel kan også parre sig og deres unger kaldes enten muldyr eller mulæsel, afhængig af hvem der er moren, men muldyret eller mulæselet kan (normalt) ikke få unger, da de oftest er sterile. Af den grund regnes hest og æsel som to forskellige arter. Det samme princip gælder også for planterne. Denne naturskabte afgrænsning mellem to arter kaldes en artsbarriere. Den kan af og til gennembrydes, når ellers sterile krydsninger spontant eller kunstigt får gennemført en kromosomfordobling. Se f.eks. Vadegræs (Spartina pectinata).

## Arter over for hybrider
Man kan dog godt komme ud for, at arter kan krydses og får blandet afkom, men hybriden vil kun kunne bestå på steder, hvor ingen af forældrearterne kan klare sig. Dette er et særligt udpræget problem med Rododendron (Rhododendron) og Tjørn (Crataegus), fordi disse slægter breder sig voldsomt efter skovbrand eller stormfald. Da hybriderne bliver frugtbare i en yngre alder end arterne, kan de dominere i en periode, men når skoven lukker sig, så fortrænges hybriderne og kun de specialiserede arter kan overleve i skovens dybe skygge eller ude i lyset i sumpe, på ur og i kalksten, m.m.

## Flere artsbegreber
Fordi det biologiske artsbegreb kan være besværligt at anvende i praksis, er der efterhånden skabt en række andre artsbegreber:
- Morfologisk artsbegreb Arterne adskiller sig fra hinanden ved deres bygning. Dette begreb er blevet meget anvendt gennem tiden.[3]
- Økologisk artsbegreb Definerer en art som en gruppe af organismer, der udfylder samme niche. Krydsninger mellem to nærtstående arter vil ikke være optimalt tilpasset til forældrearternes nicher og vil ikke klare sig i konkurrencen.
- Evolutionære artsbegreb Også kaldet det kladistiske eller fylogenetiske artsbegreb. Naturen er dynamisk, ikke statisk - alle arter ændrer sig med tiden og bliver, hvis de ikke uddør som følge af konkurrence, naturkatastrofer m.v., til én eller flere nye arter. Det evolutionære artsbegreb minder om det biologiske, men inddrager tidsdimensionen, det vil sige at en art udvikler sig over tid og at nye arter opstår ved artsdannelse. Individer der fylogenetisk har samme stamfader tilhører samme art.[3]
- Pluralistisk artsbegreb En art er et samfund af populationer, der formerer sig og lever inden for en bestemt niche i naturen.[kilde mangler]